# Synchronized Multimedia Integration Language
Synchronized Multimedia Integration Language (SMIL) est une spécification du W3C dont l'objectif est de permettre l'intégration de contenus multimédias diversifiés (images, sons, textes, vidéo, animations, flux de texte) en les synchronisant afin de permettre la création de présentations multimédias.
SMIL est un langage de la famille XML. La structure XML d'un document SMIL décrit le déroulement temporel et spatial des différents composants intégrés. En d'autres termes, SMIL permet d'indiquer le moment où un contenu sera affiché, pendant combien de temps et dans quelle partie de la fenêtre d'affichage.
SMIL est le format utilisé par les MMS.

### Logiciels permettant de visualiser ou modifier du SMIL
- Firefox 3.7a1pre lecteur SMIL 2.x (Logiciel open source)
- Ambulant Player, lecteur SMIL 2.1 (Logiciel libre (LGPL))
- limsee2 éditeur SMIL 2.x WYSIWYG (Logiciel open source)
- Helix player, lecteur SMIL 2.0 (Logiciel open source)
- RealPlayer, lecteur SMIL 2.0 (Logiciel propriétaire et gratuit)
- Apple Quicktime, lecteur SMIL 1.0 (Logiciel propriétaire et gratuit)
- GriNs, éditeur et lecteur de fichiers SMIL (Logiciel propriétaire et payant)

### Autres liens
- (en) La page SMIL du W3C